# Syrphoctonus brevis
Syrphoctonus brevis là một loài tò vò trong họ Ichneumonidae.